# Earl Randall Parker
Earl Randall Parker (Denver, 22 de novembro de 1912 — Sacramento, 9 de maio de 1998) foi um engenheiro estadunidense.